# Velvet (album)
Pour les articles homonymes, voir Velvet.
Albums de Wink
Wink First Live Shining Star
(1990) Wink Hot Singles
(1990)
Singles
Velvet est le 4e album original du duo japonais Wink, sorti en 1990.

## Présentation
L'album sort le 11 juillet 1990 au Japon sous le label Polystar, sept mois après le précédent. Il atteint la 4e place de l'Oricon, et reste classé pendant 10 semaines.
Une des chansons, Sexy Music, était déjà sortie en single en mars, et est remixée pour l'album. Quatre autres chansons sont interprétées en solo : Natsufuku no Juliet ~Dos Hombres~ et Ginsei Club ~I'm In Mood For Dancing~ par Shoko Aida, et Ano Natsu no Seagull ~Cherish~ et Zeitaku na Kodoku par Sachiko Suzuki. La moitié des titres de l'album sont des reprises de chansons occidentales adaptées en japonais : 
- Sexy Music est une reprise de la chanson homonyme du groupe The Nolans sortie en single en 1981 ;
- Natsufuku no Juliet ~Dos Hombres~ est une reprise de la chanson Dos Hombres du groupe mexicain Carmin parue en album en 1989 ;
- Ginsei Club ~I'm In Mood For Dancing~ est une reprise de la chanson I'm In Mood For Dancing du groupe The Nolans sortie en single en 1979 ;
- Ano Natsu no Seagull ~Cherish~ est une reprise de la chanson Cherish du groupe Kool & The Gang sortie en single en 1985 ;
- I'm Gonna Knock On Your Door est une reprise de la chanson homonyme de Eddie Hodges sortie en single en 1961 ;

## Liste des titres
| 1.  | Sexy Music (Remix)                                        | Steve B. Findon, M. Myers, B. Puse             | 5:02 |
| 2.  | Rainy Lonely Pavement                                     | Yako Morimoto / Satoshi Haba                   | 3:49 |
| 3.  | Natsufuku no Juliet ~Dos Hombres~ (夏服のジュリエット...) | Jamey Jaz, Ren Toppano, Gabriela Martinez      | 5:06 |
| 4.  | Unshakable                                                | Patrick DeRemer, Jan Buckingham                | 5:01 |
| 5.  | Ame ni Negai wo (雨に願いを)                              | Neko Oikawa / Masaya Ozeki                     | 4:17 |
| 6.  | Ginsei Club ~I'm In Mood For Dancing~ (銀星倶楽部...)     | Ben Findon, Mike Myers, Bob Puzey              | 4:19 |
| 7.  | Ano Natsu no Seagull ~Cherish~ (あの夏のシーガル...)      | Ronald Bell, James Taylor, Kool & the Gang     | 4:54 |
| 8.  | I'm Gonna Knock On Your Door                              | Aaron Schroeder, Sid Wayne                     | 4:05 |
| 9.  | Zeitaku na Kodoku (贅沢な孤独)                            | Yukinojo Mori / Keizo Nakanishi, Takao Konishi | 3:52 |
| 10. | Tsukiyo no Shinjyukai (月夜の真珠貝)                      | Neko Oikawa / Masaya Ozeki                     | 4:47 |

Notes
1. ↑  Arrangements de Satoshi Kadokura, sauf ceux du titre N°9 par Motoki Funayama
2. 1 2 3 4  paroles japonaises de Neko Oikawa
3. 1 2  paroles japonaises de Yako Morimoto